# Shahrdad Rohani
Shardad Rohani (شهرداد روحانی‎) (Teheran, 27 maggio 1954) è un compositore, direttore d'orchestra, violinista e pianista iraniano.
Ha studiato presso il conservatorio nazionale di Teheran e l'Universität für Musik und darstellende Kunst Wien, e ha ricevuto diversi riconoscimenti internazionali, tra cui le borse di studio AKM di Vienna e quella della ASCAP di Los Angeles.
Noto soprattutto per la composizione e direzione di colonne sonore per i film, Rohani concentra la sua attività musicale soprattutto sulla musica classica e sulla musica pop.
Rohani è il direttore musicale dell'orchestra sinfonica COTA di Los Angeles. Si è inoltre esibito come direttore ospite con una serie di orchestre tra cui la Royal Philharmonic Orchestra di Londra, che diretto in occasione di un concerto all'aperto nel Partenone di Atene, la Minnesota Orchestra, la Colorado Symphony Orchestra, la San Diego Symphony, la Indianapolis Symphony Orchestra, la New Jersey Symphony, la Filarmonica di Zagabria e l'American Youth Philharmonic Orchestra.